# Bror Eriksson
Bror Eriksson, född 6 juni 1901, död 14 mars 1975 i Malung,var en svensk idrottsman (långdistanslöpare). Han tävlade för IF Linnéa och vann 1927 SM-guld i terränglöpning 8 km samt 10 000 meter lag.